# スカルピン (原子力潜水艦)
|          |                                |
| 艦歴     |                                |
| 発注     | 1957年1月18日                  |
| 起工     | 1958年2月3日                   |
| 進水     | 1960年3月31日                  |
| 就役     | 1961年6月1日                   |
| 退役     | 1989年11月3日                  |
| その後   | 原子力艦再利用プログラム       |
| 除籍     | 1990年3月31日                  |
| 性能諸元 |                                |
| 排水量   | 水上 2,830トン、水中 3,500トン |
| 全長     | 251 ft 9 in (76.7 m)           |
| 全幅     | 32 ft (9.8 m)                  |
| 吃水     | 28 ft (8.5 m)                  |
| 機関     | S5W reactor                    |
| 最大速   | 水上 15ノット、水中 30+ノット  |
| 乗員     | 士官、兵員118名                |
| 兵装     | 21インチ魚雷発射管6門          |

スカルピン (USS Sculpin, SSN-590) は、アメリカ海軍の潜水艦。スキップジャック級原子力潜水艦の一隻。艦名はカサゴ目の一種スカルピンに因む。同名の米軍艦としては未着工計画艦のテンチ級潜水艦37番艦(SS-494)以来3隻目（完工した艦となるとサーゴ級潜水艦4番艦初代スカルピン (SS-191)以来2隻目）。

## 艦歴
スカルピンは1958年2月3日にミシシッピ州パスカグーラのインガルス造船所で起工した。1960年3月31日にフレッド・コナウェイ夫人によって命名、進水し、1961年6月1日に艦長C・N・ミッチェル中佐の指揮下就役する。
スカルピンは6月8日にパスカグーラを出航、指定された母港のカリフォルニア州サンディエゴへ向かった。到着すると整調訓練を開始する。7月にはピュージェット・サウンド海域で特別の公試および試験を行い、続いてサンディエゴに帰還すると定時の訓練を開始した。8月に真珠湾への2週間の巡航を行う。サンディエゴに帰還すると西海岸沿いの作戦活動に従事し、10月に整調後の信頼性試験のためメア・アイランド海軍造船所に入渠した。作業は1962年3月後半に完了し、スカルピンは母港へ戻った。
訓練活動の後、スカルピンは5月に太平洋西部に向けて出航し、8月にサンディエゴへ帰還した。沿岸での訓練活動、火砲の評価試験および艦隊演習に参加し、1963年1月初めにメア・アイランド海軍造船所で船体の調査を行う。1月末にサンディエゴに帰還し、定時の訓練に2ヶ月間従事、3月29日に乗組員の家族を乗せた巡航を行う。4月にメア・アイランドに帰還し信頼性試験を行い、8月にサンディエゴに帰還、沿岸での作戦活動に従事した。
12月前半、スカルピンは太平洋西部への展開の途中真珠湾で停泊していたが、不完全な配管の修理が必要となりメア・アイランドへの帰還を強いられた。1964年2月25日にサンディエゴへ帰還し、同港を拠点として4月前半まで活動した。4月8日に第7艦隊との任務のため出航する。合流に先立って真珠湾、シドニー、スービック海軍基地を訪問した。配備ではスービック湾、沖縄の那覇沖で第7艦隊と共に活動する。1964年10月20日に母港に帰還し、この配備の功績により殊勲部隊章を受章した。続く25ヶ月にわたって、スカルピンはサンディエゴからワシントン州バンゴールまでの西海岸沿いに作戦活動および演習に従事した。
1966年11月27日、スカルピンはサンディエゴを出航し那覇に向かい、再び第7艦隊との任務に就いた。1967年5月11日に母港に帰還し、沿岸での作戦活動を再開した。スカルピンは7月27日から10月26日まで拡張訓練巡航を行い、11月11日にはリンドン・B・ジョンソン大統領のためのデモンストレーション潜航を行った。
12月31日、スカルピンはピュージェット・サウンド海軍造船所でのオーバーホールが通知され、1968年1月2日に同造船所へ向けて出航した。これはスカルピンにとって初の大型オーバーホールであり、就役以来初の燃料交換であった。1月30日に乾ドックに入渠し、作業は1969年1月22日まで続けられた。海上公試と訓練は7月26日まで行われ、続いて真珠湾へ整調訓練巡航に向かった。8月22日に西海岸に帰還し、サンディエゴで維持補修作業が始められ、作業は9月8日に完了した。スカルピンはカリフォルニア州沿岸での作戦活動を1970年2月6日まで継続し、その後西太平洋での配備のため真珠湾に向かった。
スカルピンは2月21日に真珠湾を出航し、3月6日に沖縄の中城湾に入港した。その後スービック湾、香港、横須賀を訪れ、サンディエゴには8月21日に帰還した。沿岸での作戦活動を1971年1月4日まで継続し、続いてメア・アイランド海軍造船所で3ヶ月の信頼性確認作業が行われた。作業は4月16日に完了し、スカルピンはサンディエゴに帰還した。スカルピンのスケジュールは10月に中断され、ピュージェット・サウンド海軍造船所で艦底部をサンドブラストにより清掃し再塗装が行われた。
スカルピンは1971年11月13日にサンディエゴへ帰還し、配備の準備を始める。配備は1972年1月5日に始まり、7月24日に完了した。その年の残りはサンディエゴで係留され、海上で過ごしたのは15日間のみであった。
1973年2月2日、スカルピンはメア・アイランド海軍造船所に入渠し3ヶ月間の信頼性確認作業が行われた。作業は5月に完了し、その後は太平洋沿岸で作戦活動に従事、11月12日にサンディエゴに到着し、配備の準備を始める。1974年1月7日にサンディエゴを出航、真珠湾に向かい続いて西太平洋への拡張巡航を行った。
スカルピンは1990年8月3日に退役し、1990年8月30日に除籍された。最後の艦長はJ・B・アラン中佐であった。スカルピンの退役式はノーフォーク海軍基地で行われた。船体は原子力艦再利用プログラムに従ってワシントン州ブレマートンで2000年10月1日に解体が始められ、2001年10月30日に解体が完了した。